# 博愛醫院八十週年鄧英喜中學
博愛醫院八十週年鄧英喜中學（英語：Pok Oi Hospital 80th Anniversary Tang Ying Hei College），是一間位於香港新界將軍澳唐賢里2號的中學，由博愛醫院於1999年創辦。全校共有27班，學生人數約680人。而該校佔地約8000平方米。
此校由香港寶嘉建築承建。值得一提的是，此校和同一合約內的兩所中學及兩所小學，是首批採用預製組件及塔式起重機興建的靈活式校舍。

## 辦學宗旨
以實踐全人教育為理想，致力提供一個愉快、溫馨、關愛的學習環境，啟發學生潛能，培育其成為愉快及懂得不斷學習的良好公民。

## 四社文化
熱烈的社文化是鄧中的優良傳統。學生分為博、文、愛、德四社，四社每年均舉辦多樣化的社際活動，例如社員大會、陸運會、社際音樂比賽、社際時事問題比賽以及各項球類比賽等等，以提升同學的組織能力和訓練領袖才能。學生對社非常有歸屬感，不但社員之間建立深厚友誼，學兄學姊亦十分關顧社的承傳，常常回校參與活動。薪火相傳的社文化，讓學生對學校有濃厚的歸屬感，也連繫了二十年來每一代不同的鄧中學生。

## 歷屆學生會列表
| 學年          | 學生會名稱     | 候選內閣 | 主席   | 副主席        | 候選結果                 |
| 2023-2024年度 | Reverse • 逆夢 | 不適用   | 林子樂 | 司徒紀嵐      | 成功當選                 |
| 2022-2023年度 | Miracle        | 1        | 何迦南 | 曾雪瀅 李仲彥 | 成功當選                 |
| 2022-2023年度 | Echo           | 2        | 黃悅頤 | 林鈞喬        | 落選                     |
| 2022-2023年度 | Helianthus     | 3        | 羅慧鈴 | 郭子晴 葉晴   | 落選                     |
| 2021-2022年度 | Unique         | 1        | 溫智衡 | 李康悠 吳艾琳 | 落選                     |
| 2020-2021年度 | 不適用         | 不適用   | 不適用 | 不適用        | 本年度沒有學生會申請     |
| 2019-2020年度 | Genie          | 1        | 周家希 | 余澔銘 麥君豪 | 成功當選                 |
| 2019-2020年度 | Zeniths        | 2        | 陳凱廸 | 鄧筱翎 蔡柏燊 | 落選                     |
| 2018-2019年度 | Zeal           | 不適用   | 林俊豪 | 不適用        | 成功當選                 |
| 2017-2018年度 | Monster        | 1        | 林子峰 | 不適用        | 成功當選                 |
| 2016-2017年度 | AMOS           | 1        | 杜縉   | 曾嘉維        | 成功當選                 |
| 2016-2017年度 | POKER          | 2        | 不適用 | 不適用        | 落選                     |
| 2013-2014年度 | FREE           | 不適用   | 不適用 | 不適用        | 成功當選，任期只限首學期 |

## 培育及支援工作
1. 「伴我啟航獎勵計劃」
  - 對象:中一、二級
  - 內容概述:校本全方位獎勵計劃，藉多元化個人、班本及級際活動，以助學生投入校園，拓展健全朋輩支援網絡，培養成功感及歸屬感
2. 「共創成長路」計劃
  - 對象:中一至中三級
  - 內容概述:與香港家庭福利會合作，以多元化小組及活動形式，推動全方位輔導計劃

## 學校活動
1.「好心情學生」計劃
```
 -與香港家庭福利會合作，以多元化小組及活動形式，推動全方位輔導計劃.
```

2.全方位學習日
```
 -設定不同主題及相關活動，豐富學生經歷 (中一級：自律守規；中二級：學術培養；中三級：生涯規劃；中四級：領袖訓練；中五級：義工服務)
```

## 圖片

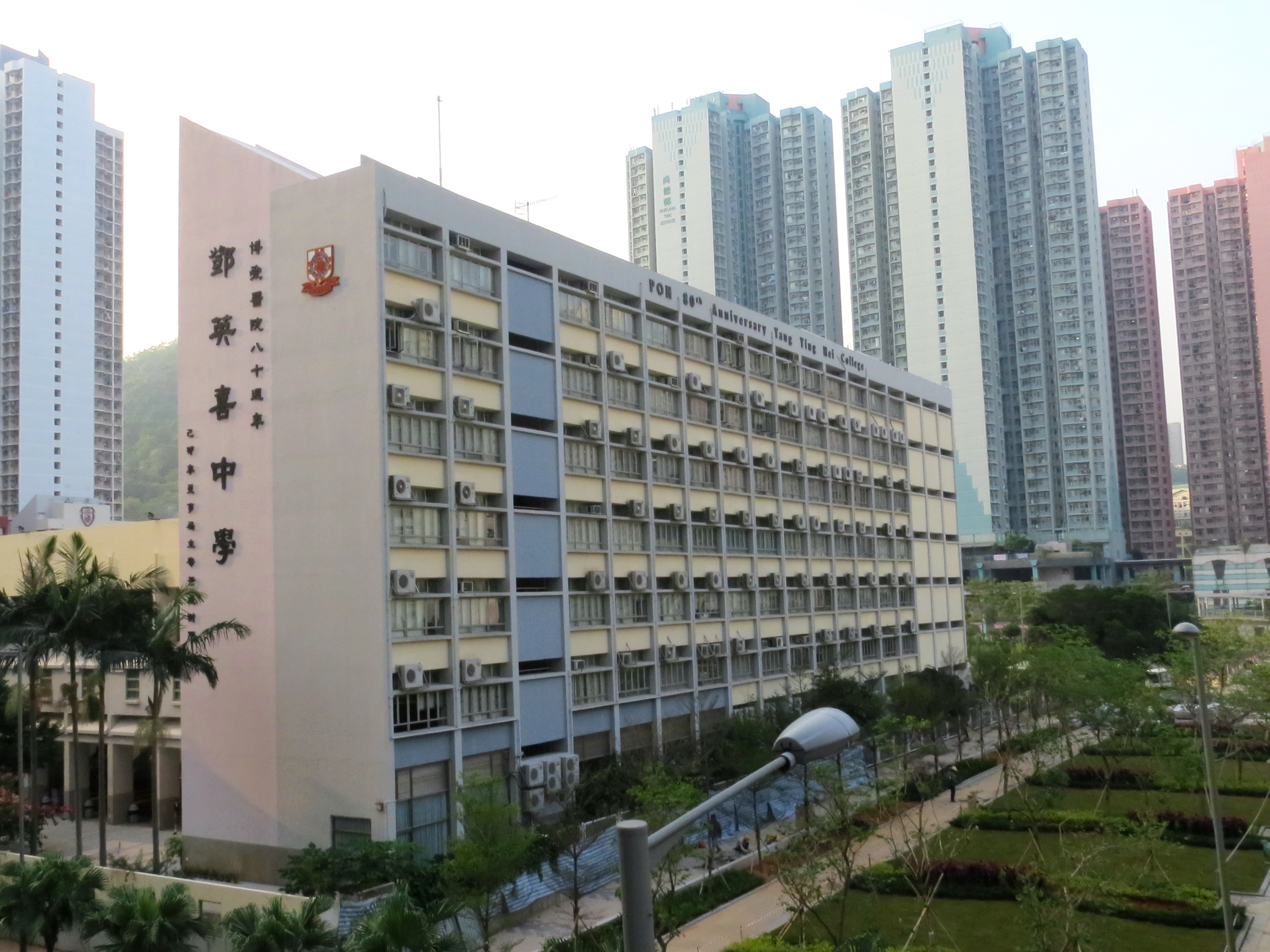
校舍東南面（翻漆前）
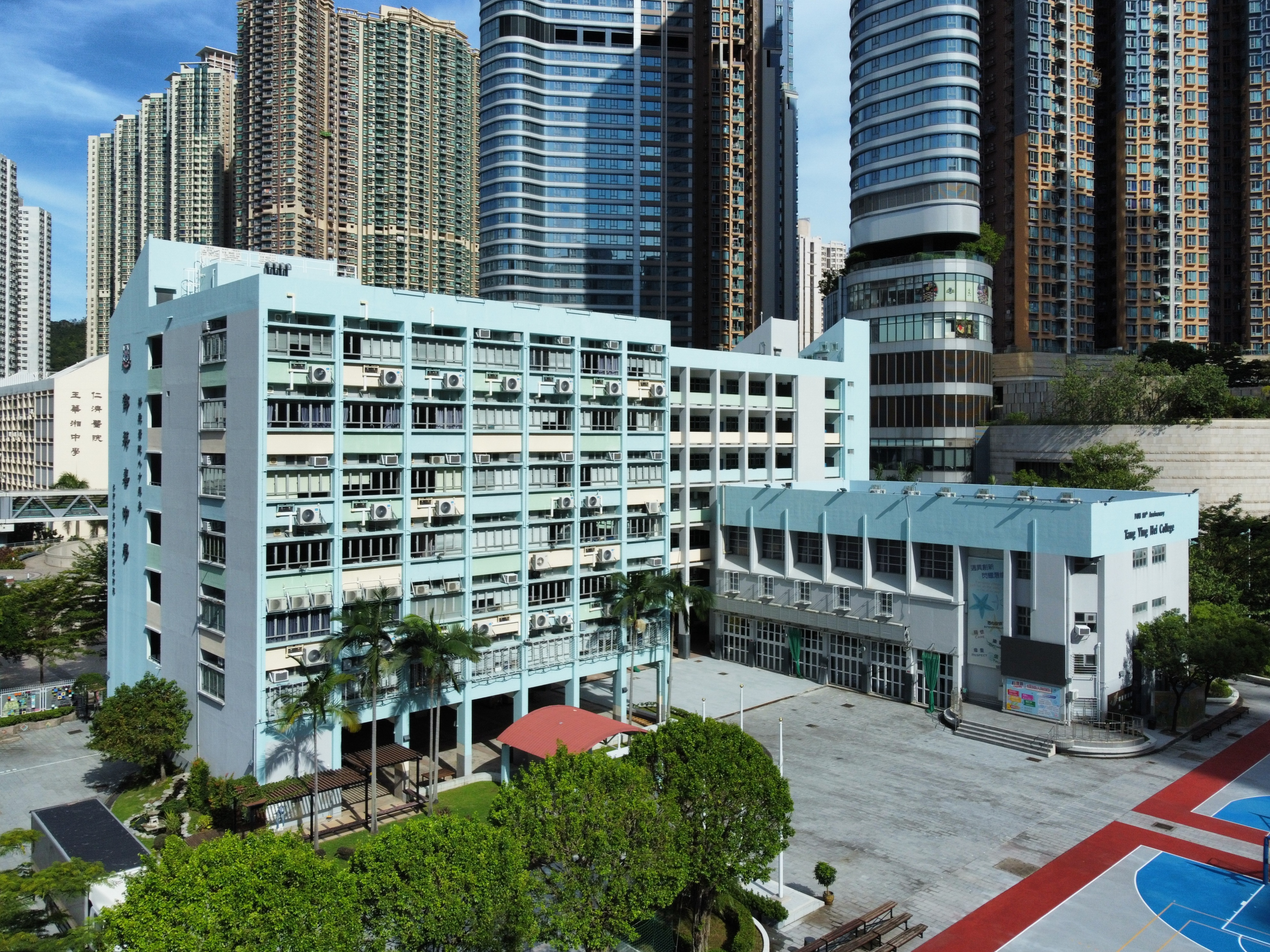
校舍西北面
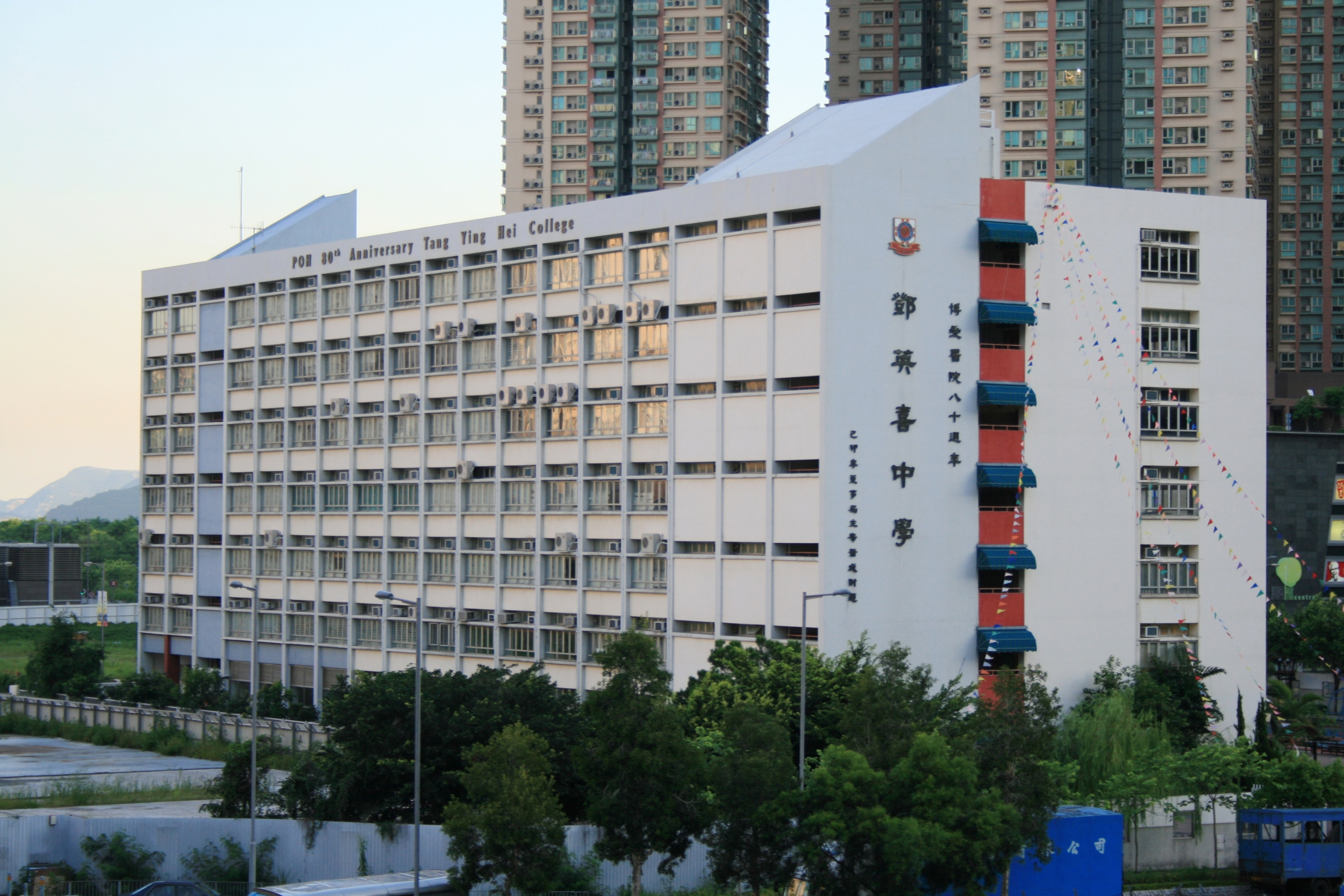
校舍東北面

## 著名/傑出校友
- 陳景昆：前香港童星
- 安俊豪：香港男歌手[註 1]
- 陳明慧：Youtube頻道「冬OT」成員
- 林子峰：Youtube頻道「試當真」成員

## 外部連結
- 博愛醫院八十週年鄧英喜中學網頁 （页面存档备份，存于）